# Park Sung-soo
Park Sung-soo   () és un arquer sud-coreà, ja retirat, guanyador de dues medalles olímpiques.
El 1988 va prendre part en els Jocs Olímpics d'Estiu de Seül, on disputà dues proves del programa de tir amb arc. En la competició per equips, junt a Chun In-Soo i Lee Han-sup, guanyà la medalla d'or, mentre en la competició individual guanyà la medalla de plata.